# Associació de Futbol de Montserrat
L'Associació de Futbol de Montserrat, també coneguda com a Montserrat FA, és l'òrgan de govern del futbol de l'illa caribenya de Montserrat. Es va fundar l'any 1994 i està afiliada a la Federació Internacional de Futbol Associació (FIFA), a la Confederació del Nord, Centreamèrica i el Carib de Futbol Associació (CONCACAF) i a la Unió Caribenya de Futbol (CFU) des de l'any 1996.
La competició de lliga a Montserrat només s'ha disputat de manera esporàdica. Es van jugar dues lligues durant els anys setanta, es va interrompre la competició fins a la temporada 1995/96 i es va tornar a disputar des de l'any 2000 fins a l'any 2004. Una bona part d'aquestes interrupcions van tenir el seu origen en les successives erupcions del volcà Soufrière Hills. La meitat sud de l'illa, inclosa la capital Plymouth, va quedar devastada, deshabitada i declarada zona d'exclusió. La seu de la Montserrat FA va ser traslladada a la ciutat de Blakes. L'any 2016 es va reprendre la competició.
Des de 1991, la selecció nacional de Montserrat participa regularment en competicions internacionals. És una de les pitjors seleccions del rànquing FIFA i mai no s'ha classificat per a disputar cap torneig important. La majoria dels seus jugadors són emigrants i residents al Regne Unit.